# Волгино (Новгородская область)
Волгино — посёлок в Боровичском муниципальном районе Новгородской области, относится к Сушанскому сельскому поселению.
Посёлок расположен на правом берегу реки Мста на реке Юринка в 8 км, к северу от города Боровичи. Неподалёку расположен посёлок Первое Мая.

## История
В округе посёлка Волгино, были расположены помещичьи усадьбы Ждани, Светье, Березник, принадлежавшие братьям Аничковым. В Жданях была усадьба И. В. Аничкова, входившего в народовольческую группу Александра Ульянова. В 1883 году в усадьбе была организована подпольная типография народников. С 1901 по 1910 годы усадьбу арендовал Х. П. Фраучи. Его сын Артур, известный под фамилией Артузов, — известный чекист и советский разведчик.

## Экономика
- ЗАО «Первая кожевенная компания» (ООО «Боровичский кожевенный завод»)

## Транспорт
Волгино находится на автомобильной дороге Боровичи — Любытино — Спасская Полисть. Ближайшая железнодорожная станция в находится в Боровичах.